# Het zingende moeras
Het zingende moeras is het 182ste stripverhaal van Jommeke. De reeks wordt getekend door striptekenaar Jef Nys. Scenarist is Jan Ruysbergh.

## Verhaal
Het is weer zover, de grote schoonmaak bij Professor Gobelijn moet gebeuren. Toevallig valt er een boek uit het rek tijdens de schoonmaak, Jommeke leest het boek. Het boek vertelt over een legende van Het zingende moeras. Na de schoonmaak gaan ze in een Chinees restaurant samen wat eten. Jommeke vertelt aan hun vrienden over Het zingende moeras. De ober schrikt zich in een bult. Hij weet meer over het verhaal en vertelt over moerasgeesten. Enige tijd later reizen de vrienden naar China. Na speurwerk volgen ze de dorpspriesteres, deze doet vreemd geheimzinnig. Helaas, ze geraken het spoor kwijt. Eens weer in het dorp aangekomen, blijkt er een kind verdwenen te zijn. Jommeke en Filiberke besluiten om met een bootje het moeras op te gaan. Plots horen ze gezang. Ze ontdekken dat het gezang uit verschillende luidsprekers komt, om zo nieuwsgierige mensen op een afstand te kunnen houden. Later komen ze op een eilandje terecht, waar ze een geheime gang vinden. Hier vinden ze ook de verdwenen kinderen terug. Deze moeten echter werken in een goudmijn als slaven. Ze merken op dat er ook drugs wordt toegediend aan de kinderen. De volgende dag, wanneer de dorpspriesteres opnieuw kinderen naar het moeras brengt, neemt Filiberke stiekem de plaats in van een van die kinderen. Op een gegeven moment doet Filiberke een ander mengsel, dat door professor Gobelijn gemaakt is, bij de drugvloeistof. Door dit mengsel komen alle kinderen in opstand. Zo kan de dorpspriesteres overmeesterd en opgesloten worden.
Tot slot komt de goudmijn ten goede voor het arm dorpje.

## Achtergronden bij het verhaal
- In het verhaal wordt er een korte uitleg gegeven over de geschiedenis van de Chinese Muur.